# Дейвид Гилбърт
Дейвид Гилбърт (на англ.: David Gilbert) е английски професионален играч на снукър, роден на 12 юни 1981 година в Англия.
Дейвид Гилбърт два пъти 1/32 финали на турнири от ранкинг системата. Това се случва през 2007 г. На Световното първенство през същата 2007 г. преминава през квалификациите и достига до първи кръг, където играе със Стивън Хендри и губи срещата с 10 - 7 фрейма. В третия кръг на квалификациите побеждава Alfie Burden трудно с 10 - 9; в четвъртия кръг надделява над Gerard Greene с 10 - 6 фрейма, а във финалния кръг сразява Марк Кинг отново с 10 – 6. За загубата му от Стивън Хендри влияние оказва и разбраната от Гилбърт неприятна новина, че майка му, Джоан, е диагностицирана с рак на млечните жлези, макар че в крайна сметка тя се възстановява!
През сезон 2006/2007 Дейвид Гилбърт е на крачка от основната схема на Откритото първенство на Уелс, след победа в предпоследния кръг на квалификациите над Джеймс Уатана с 5 – 1 фрейма и последвала загуба с 5 – 0 фрейма от Стив Дейвис.
През сезон 2007/2008 Гилбърт има малко успехи, главно в квалификационните мачове за големите турнири, до основните схеми, на които обаче така и не успява да попадне.
Интересен факт около Дейвид Гилбърт е, че често помага на баща си в картофената им ферма. Също така Дейвид е работил като лесничей.

## Позиции през годините на Дейвид Гилбърт в ранглистата
| Сезон     | Позиция |
| --------- | ------- |
| 2002/2003 | 239     |
| 2003/2004 | 84      |
| 2004/2005 | 83      |
| 2005/2006 | 90      |
| 2006/2007 | 67      |
| 2007/2008 | 45      |
| 2008/2009 | 43      |
| 2009/2010 | 51      |

## Сезон 2009/10
| Турнир                    | Резутат | Спечелени пари | Ранкинг точки | Най-голям брейк | 100+ брейк | 50+ брейк | Брой спечелени срещи |
| ------------------------- | ------- | -------------- | ------------- | --------------- | ---------- | --------- | -------------------- |
| Шанхай мастърс 2009       |         | £              |               |                 |            |           |                      |
| Гран При 2009             |         | £              |               |                 |            |           |                      |
| Британско първенство 2009 |         | £              |               |                 |            |           |                      |
| Мастърс 2010              |         | £              |               |                 |            |           |                      |
| Първенство на Уелс 2010   |         | £              |               |                 |            |           |                      |
| Първенство на Китай 2010  |         | £              |               |                 |            |           |                      |
| Световно първенство 2010  |         | £              |               |                 |            |           |                      |
| Общо                      |         | £              |               |                 |            |           |                      |